# Power Construction Corporation of China
Power Construction Corporation of China también conocida como PowerChina es un grupo empresarial controlado por el gobierno de China. Fue fundada en 1958 y es una de las mayores empresas asiáticas de infraestructuras. Se especializan en proyectos llave en mano de energía, carreteras, ferrocarriles y otras infraestructuras urbanas. Powerchina ocupa la posición 157 de la lista global de Fortune 500 y ha desarrollado 1.863 proyectos en 116 países.
Powerchina cuenta con activos por valor de más de  77 mil millones de dólares y su plantilla a nivel mundial supera los 200.000 empleados.
En 2015 sus ingresos anuales fueron de  43,6 mil millones de dólares.

## Filiales
El grupo empresarial Power Construction Corporation of China se compone de varias empresas filiales, entre ellas destacan:
- Sinohydro, especializada en la construcción de proyectos llave en mano de generación de energía.
- HydroChina
- Sepco[6]
- HypeC

## Proyectos
- Parque eólico Miramar.[7]